# 特里尔韦勒
特里尔韦勒是德国莱茵兰-普法尔茨州的一个市镇。总面积18.42平方公里，总人口3655人，其中男性1759人，女性1896人（2011年12月31日），人口密度198人/平方公里。